# Nadwiślan Kraków
Klub Sportowy Nadwiślan Kraków – klub sportowy z siedzibą w Krakowie.
Został założony w 1923. Po II wojnie światowej klub przejął stadion klubu Makkabi Kraków. W 1954 połączył się z zespołem KS Groble Kraków, a w 1957 z kołem sportowym nr 297 ZS Start.
W klubie działa sekcja piłkarska (w sezonie 2023/2024 klasa A, gr. Kraków III), jednak najbardziej znaną jest sekcja tenisowa: występował w niej m.in. reprezentant Polski Robert Radwański, wychowankami klubu są również polskie tenisistki: Magdalena Grzybowska oraz siostry Agnieszka i Urszula Radwańskie. Klub jest zdobywcą licznych tytułów zdobytych na mistrzostwach Polski juniorów w tenisie.
W lutym 2007 rozpoczęły się prace remontowe na obiekcie KS Nadwiślan. Wymieniono murawę na boisku piłkarskim, kładąc sztuczną nawierzchnię, zaplanowano również budowę nowoczesnej hali sportowej na miejscu ówczesnych kortów tenisowych.